# Evolvulus lanatus
Evolvulus lanatus är en vindeväxtart som beskrevs av Helwig. Evolvulus lanatus ingår i släktet Evolvulus och familjen vindeväxter. Inga underarter finns listade i Catalogue of Life.